# Heinrich Sylvester Theodor Tiling
Heinrich Sylvester Theodor Tiling (o Tilling), ( * 31 de diciembre de 1818, Wilkenhof, Livland, Letonia - 6 de diciembre de 1871, Nevada City (EE. UU.).
Fue médico empleado por la "Russian North American Co." en Ajan, Siberia y Sitka, Alaska. Médico en San Francisco y Nevada City (California). Realizó numerosísimas recolecciones de especímenes en Siberia, Alaska, California, de 1845 a 1871.

## Honores

### Epónimos
Más de 20 especies se nombraron en su honor:
- Asteraceae Erigeron tilingii Vorosch. -- in Bull. Princ. Bot. Gard. Acad. Sci. URSS n.º 60, 40 (1965). (IK)
- Asteraceae Hieracium tilingii Üksip -- Bot. Mater. Gerb. Bot. Inst. Komarova Akad. Nauk S.S.S.R. 19: 495. 1959 (IK)
- Brassicaceae Arabis tilingii (Regel) Berkut. -- Bot. Zhurn. (Moscú & Leningrado) 88(11): 132. 25 nov 2003
- Brassicaceae Borodinia tilingii (Regel) Berkut. -- Novosti Sist. Vyssh. Rast. 19: 106 (1982):. (IK)
- Brassicaceae Braya tilingii Regel -- Nouv. Mém. Soc. Imp. Naturalistes Moscou 11: 61. 1859 (IK)
- Brassicaceae Hesperis tilingii Kuntze -- Revis. Gen. Pl. (1891) 935. (IK)
- Brassicaceae Sisymbrium tilingii  E.Fourn. -- These Crucif. 133. (IK)
- Brassicaceae Smelowskia tilingii (Regel) Vorosch. --in Byull. Glavn. Bot. Sada (Moscú), 113: 36 (1979). (IK)
- Convallariaceae Streptopus tilingii (Regel) Grey -- Hardy Bulbs, ii. 536 (1938). (IK)
- Leguminosae Oxytropis tilingii Bunge -- Mém. Acad. Imp. Sci. St.Petersburgo, Sér. 7. xxii. (1874) I. 94. (IK)
- Leguminosae Spiesia tilingii Kuntze -- Revis. Gen. Pl. (1891) 207. (IK)

### Fuente
- Barnhart, JH. 1965. Biographical Notes upon Botanists. G.K. Hall & Co. (Boston)
- Plöhn, Hans Arnold. o.J. Die niedersächsischen Geschlechter Tiling. Sonderdruck aus "Deutsche Stammtafeln". (Leipzig)
- Regel, Dr. E y Tiling, Dr. H. 1858. Florula Ajanensis, Aufzaehlung der in der Umgegend von Ajan wachsenden Phanerogamen und hoeheren Cryptogamen nebst Bescheibung einiger neuer Arten und Beleuchtung verwandter Pflanzen. Universitaets-Buchdruckerei. (Moskwa)
- La abreviatura «Tiling» se emplea para indicar a Heinrich Sylvester Theodor Tiling como autoridad en la descripción y clasificación científica de los vegetales.[1]